# Cardepia definiens
Cardepia definiens är en fjärilsart som beskrevs av Walker 1857. Cardepia definiens ingår i släktet Cardepia och familjen nattflyn. Inga underarter finns listade i Catalogue of Life.